# 雷電山
雷電山（日语：／ Raiden-yama）是日本北海道一座橫跨岩内郡岩内町和磯谷郡蘭越町的第四紀休眠火山，位於新雪谷連峰西部，是北海道百名山之一，同時也是新雪谷積丹小樽海岸國定公園的一部分。2014年，經日本國土地理院重新測定，海拔為1211.3公尺。

## 概要

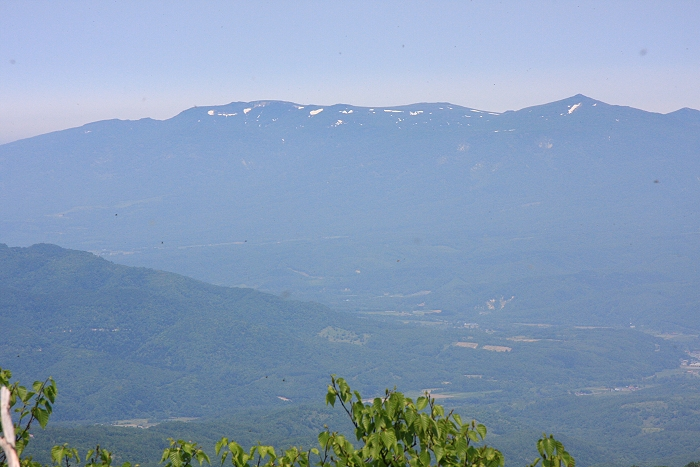
從昆布岳望向雷電山

雷電山是一座140万年－80万年前活動過的安山岩質成层火山。其最高點是一個名為「雷電岳」的一等三角點。山的南麓發源有森別川、志根津川等多條小型河流匯入尻別川，北麓發源有幌內川，西麓則有湯內川和精進川，這些河流均最終注入日本海。

### 登山路線
雷電山在每年夏季開放登山，因海拔低，攀登难度不算很大，普通人不加以训练也能攀登。一般登山者採用長約6公里的「朝日溫泉－雷電山」路線，即從岩內町朝日溫泉開始，沿分岔、中山、前雷電一線登頂。上山从登山口到山顶正常人約花费3小時10分，下山约花费2小時30分。山頂南面的斜坡有寬廣的花田，并可眺望到位於新雪谷町內的群山。

### 交通
沿229號國道、親子別雷電高山線可到達朝日溫泉登山口。

## 鄰近山峰
- 目國內岳（1220公尺）